# 三方岩岳
三方岩岳（さんぽういわだけ）は、石川県白山市と岐阜県大野郡白川村にまたがり、両白山地の北部に位置する標高1,736 mの山である。白山国立公園内にあり、日本三百名山およびぎふ百山に選定されている。

## 概要
三方岩岳は、飛騨岩（岐阜県側）、越中岩（富山県側）、加賀岩（石川県側）の大岩壁に囲まれていて、この3つの岩壁が山名の由来となっている（諸説あるとされるがこれが通説となっている）。越中岩には修験者が利用したと伝えられている行者窟がある。三方岩岳には2つのピークがあり、南東側が最高地点の三方岩岳、北西側が三方岩岳展望台である。白山白川郷ホワイトロードの駐車場から、後者の三方岩岳展望台への遊歩道がある。

## 登山道
三方岩岳の展望台からは、360度の展望が得られる。白山をはじめとする白山連峰、好天時には北アルプスを望むことができる。山頂に三角点はない。

### 三方岩登山道
- 三方岩駐車場（白山白川郷ホワイトロードの三方岩トンネル岐阜県側） - 分岐点 - 三方岩岳

白山白川郷ホワイトロードで最高地点となる三方岩駐車場から約1時間ほどで到達できる。登山道は整備されており、比較的軽装で登山できることから、登山者が多い主要ルートとなっている。

### ふくべ谷登山道
- 栂の木台（とがのきだい）駐車場（石川県側） - ふくべ谷上園地展望台 - 分岐点 - 三方岩岳

2018年（平成30年）に新設されたルートで、石川県側から三方岩岳への登山が可能となった。往復で約3時間の行程となる。

### 北縦走路

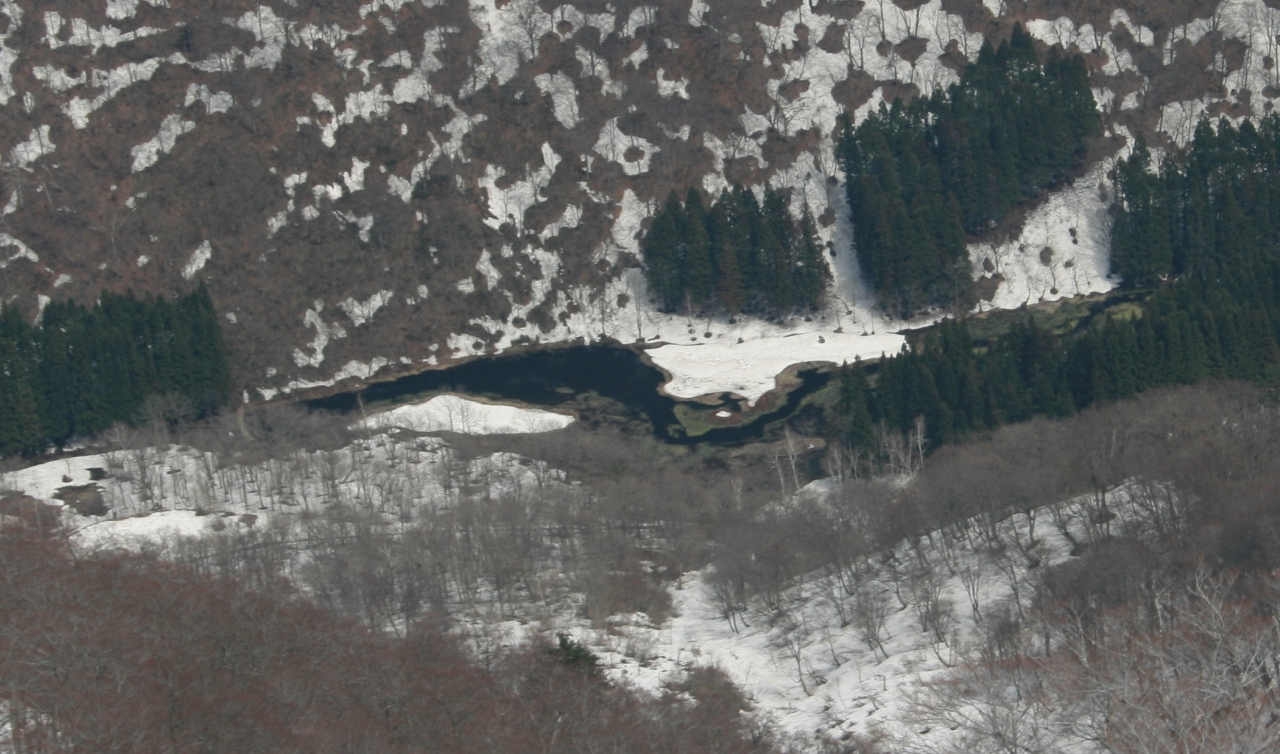
鶴平新道から望む大窪沼

- 馬狩（まっかり）登山口（白山白川郷ホワイトロード馬狩料金所からの登山口） - 蓮如台 - 三方岩岳

白山白川郷ホワイトロードに合流する分岐道のすぐ先の蓮如台には、駐車場と東屋がある展望台があり、眼下に白川郷を見下ろすことができる。また東側には、人形山などの山並みが見られる。山頂直下には、絶壁の飛騨岩があり、この北側を巻く登山道がある。三方岩岳の山頂は、オオシラビソなどの針葉樹林に覆われている。春先の残雪期には、山頂付近の針葉樹林は雪に埋もれるため、北西方面に笈ヶ岳と大笠山が望める。

### 鶴平新道
- 大窪登山口 - 鶴平新道 - 赤頭山 - 馬狩荘司山 - 三方岩岳

大窪登山口の南には、大窪沼があり、ミズバショウの群生地となっている。鶴平新道（1973年に大杉鶴平により開設されたルート）は、急坂が続くブナ林で、その稜線上からは、眼下に庄川の鳩谷ダム湖が見下ろせる。赤頭山の先で、北縦走路に合流する。南の野谷荘司山へ進み、さらにその稜線の北縦走路を進むと、両白山地の最高点の白山に到達する。北へ稜線に沿って進むと、馬狩荘司山のピークがあり、いったん下り急坂を登ると、飛騨岩の絶壁上の三方岩岳頂上に達する。次の北西のピークが三方岩岳展望台である。

### 登山道周辺の植物
中腹の登山道にはブナ林が広がっている。イワナシ、イワハゼ、ハクサンシャクナゲ、ゴゼンタチバナ、イワカガミなどの高山植物が見られる
|              |      |          |            |                |            |
| ミズバショウ | ブナ | イワナシ | シャクナゲ | ゴゼンタチバナ | イワカガミ |

## 地理

### 周辺の山

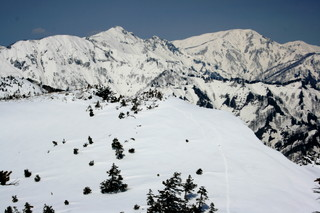
三方岩岳から望む笈ヶ岳と大笠山

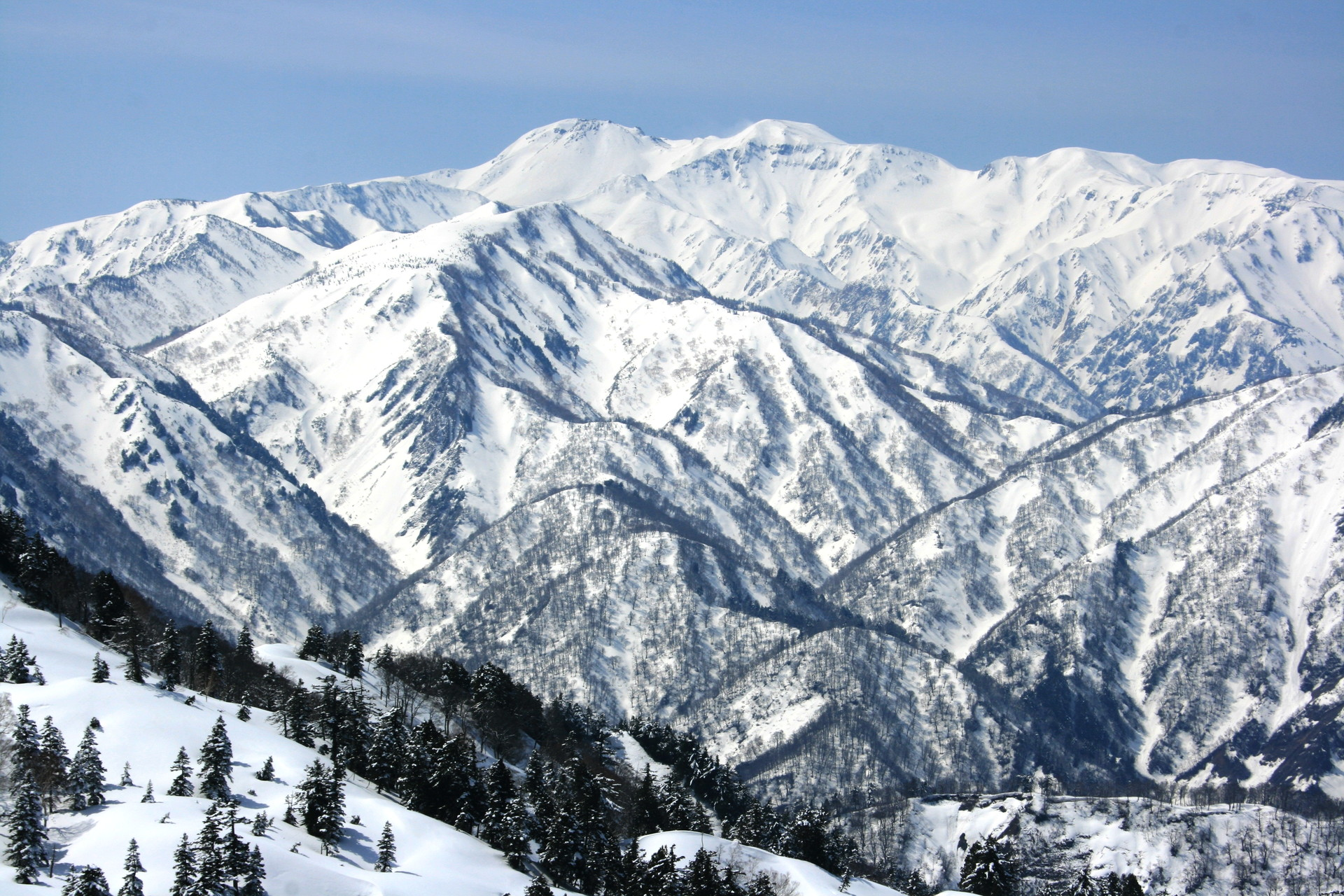
三方岩岳から望む残雪の白山

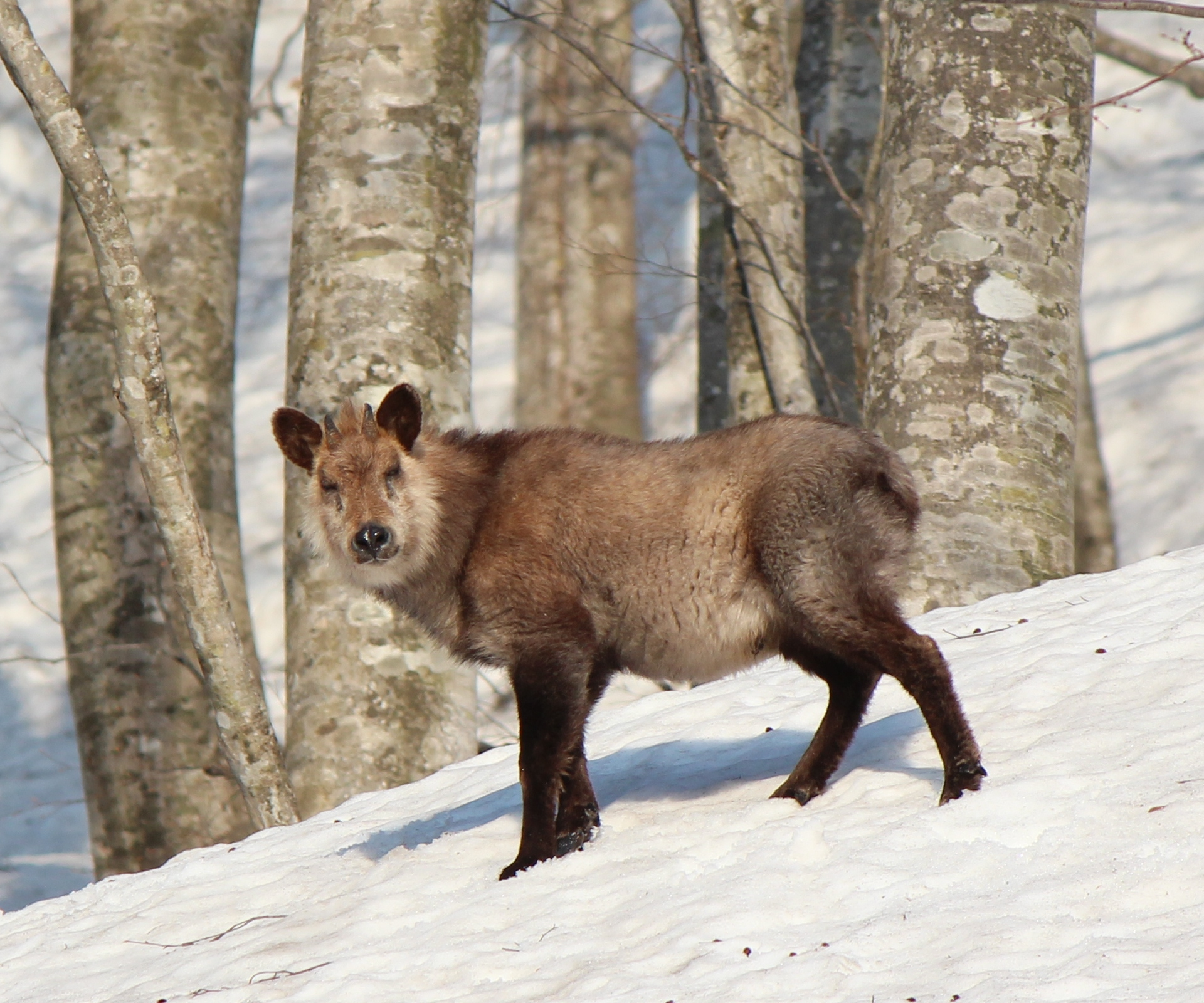
山腹のブナ林などに生息するニホンカモシカ

庄川の西側に位置し、その反対側の庄川の東側尾根には、御母衣湖を挟んで猿ヶ馬場山がある。両白山地の主稜線上にあり、北側に瓢簟山、国見山、仙人窟岳、笈ヶ岳、大笠山、大門山などの山々に繋がっている。南側は、馬狩荘司山、野谷荘司山、妙法山、白山などの山々に繋がっている。
| 山容 | 山名       | 標高 (m) | 三角点等級 基準点名 | 三方岩岳からの 方角と距離 (km) | 備考                   |
| ---- | ---------- | -------- | ------------------- | ------------------------------ | ---------------------- |
|      | 人形山     | 1,726    |                     | 北東 13.2                      | 日本三百名山           |
|      | 大笠山     | 1,821.84 | 一等 「大笠山」     | 北西 8.5                       | 日本三百名山           |
|      | 笈ヶ岳     | 1,841.35 | 三等 「笈岳」       | 北西 6.5                       | 日本二百名山           |
|      | 三方岩岳   | 1,736    |                     | 0                              | 日本三百名山           |
|      | 野谷荘司山 | 1,797.27 | 二等 「野谷荘司」   | 南南東 1.4                     | （のだにしょうじやま） |
|      | 猿ヶ馬場山 | 1,875    |                     | 東南東 9.5                     | 日本三百名山           |
|      | 白山       | 2,702.17 | 一等 「白山」       | 南南西 13.2                    | 日本百名山             |

### 源流の河川
以下の源流の河川は、日本海へ流れる。
- 加須良川、馬狩谷（庄川の支流）
- 蛇谷（尾添川の支流）

### 交通・アクセス
最寄りのインターチェンジは、東海北陸自動車道の白川郷インター。
公共交通機関は、庄川沿いにバス路線があるものの、白川郷の萩町から、登山口がかなり離れており、登山口までタクシーを利用することとなる。

## 三方岩岳周辺の風景
|                        |                      |                          |                      |
| 瓢簟山から望む三方岩岳 | 馬狩荘司山と三方岩岳 | 奥三方岳から望む三方岩岳 | 三方岩岳の麓の白川郷 |

|                    |                      |                    |                              |
| 三方岩岳からの白山 | 笈ヶ岳や大笠山を望む | 三方岩岳を見上げる | 三方岩駐車場の雪おくりまつり |